# Копчиковый нерв
Копчиковый нерв (лат. Nervus coccygeus) — нерв и непосредственное продолжение копчикового сплетения. Отдаёт и иннервирует копчиковую мышцу, мышцу, поднимающую задний проход, вентральную крестцово-копчиковую мышцу.